# اقتصاد مشارکتی
اقتصاد مشارکتی (به انگلیسی: Participatory economics) اغلب به صورت مختصر در زبان انگلیسی با parecon بیان می‌شود. یک نظام اقتصادی مبتنی بر تصمیم‌گیری مشارکتی به عنوان مکانیزم اقتصادی اصلی برای تخصیص در جامعه است. در این نظام در تصمیم‌گیری متناسب با تأثیر سیاست بر روی یک فرد یا گروهی از مردم حق ابراز نظر در نظر گرفته می‌شود. اقتصاد مشارکتی شکل غیر متمرکز برنامه‌ریزی اقتصادی و سوسیالیستی است و شامل به مالکیت اشتراکی ابزار تولید می‌شود. این یک پیشنهاد جایگزین برای سرمایه‌داری معاصر و اقتصاد دستوری است. این مدل اقتصادی در درجه اول به نظریه‌پرداز سیاسی مایکل آلبرت و اقتصاددان رابین هنل نسبت داده می‌شود. آنها اقتصاد مشارکتی به عنوان چشم‌اندازی از آنارشیسم اقتصادی توصیف می‌کنند. در ایران در بعضی منابع از اصطلاح اقتصاد مشارکتی برای اشاره به اقتصاد تسهیمی نیز استفاده می‌شود.